# Stemma della Slovacchia
Lo stemma della Slovacchia è composto da una croce doppia, o croce patriarcale, d'argento, che si staglia su sfondo rosso e che si erge al centro di uno di tre monti dal colore blu, che secondo la tradizione sarebbero le tre cime dei Carpazi del Tatra, Fatra e Mátra.
Questo simbolo rappresenta la cultura e il territorio della Slovacchia: la doppia croce richiama la fede cristiana, in quanto il Cattolicesimo è uno degli elementi identitari più forti per la Slovacchia, e i picchi stilizzati dello stemma richiamano le reali montagne presenti nel territorio slovacco.
Lo stesso stemma, anche se i picchi sono di colore verde invece che blu, appare sulla parte destra dello stemma dell'Ungheria e rappresenta l'Alta Ungheria, nome storico con cui veniva chiamata la Slovacchia.

Stemma rappresentativo della Repubblica Socialista Slovacca nella Cecoslovacchia comunista

## La doppia croce
Una moderna interpretazione della doppia croce è che essa rappresenti la Slovacchia come erede e custode della tradizione cristiana, portata nel territorio dell'attuale Slovacchia dai santi Cirillo e Metodio, due missionari originari dell'Impero bizantino ed oggi patroni della Slovacchia.
La doppia croce ha avuto infatti origine nell'ambito dell'Impero bizantino nel corso del IX secolo: si ritiene che la prima linea orizzontale simbolizzasse il potere secolare e la seconda linea orizzontale il potere ecclesiastico degli imperatori di Bisanzio. Altra interpretazione vuole che una linea rappresenti la morte e l'altra la resurrezione di Gesù Cristo.